# Nghĩa địa của Pantalica
Necropolis của Pantalica là một nghĩa địa nằm ở phía đông nam đảo Sicilia, Ý. Tại đây bao gồm tập hợp các buồng mộ cắt đá có niên đại thế kỷ 13 TCN đến thế kỷ 7 TCN. Có hơn 5.000 ngôi mộ được phát hiện, mặc dù ước tính gần đây con số này chỉ là khoảng 4.000. Nghĩa trang mở rộng ra xung quanh của một sườn đồi nằm gần ngã ba sông Anapo giao với Calcinara, cách khoảng 23 km về phía tây bắc của Siracusa. Nghĩa địa của Pantalica được UNESCO công nhận là Di sản thế giới từ năm 1995.

## Địa lý
Pantalica nằm trên vùng đất đá vôi bao quanh bởi hẻm núi sâu hình thành bởi sông Anapo và Calcinara, giữa các thị trấn Ferla và Sortino ở phía đông nam Sicilia. Ngoài là một địa điểm khảo cổ quan trọng, đây còn là khu bảo tồn thiên nhiên (Khu bảo tồn thiên nhiên Pantalica) với nhiều hệ động thực vật bản địa và hang động tự nhiên (đáng chú ý nhất là hang Dơi). Nhiều lối đi khác nhau tạo điều kiện cho du khách tham quan, bao gồm cả đường ray xe lửa không còn được sử dụng (được tháo dỡ vào năm 1956) dọc theo thung lũng Anapo. Con đường dễ dàng nhất là đi bằng ô tô từ Ferla, hoặc đi bộ xuống con đường cũ từ bãi đỗ xe hướng từ Sortino đến và băng qua Calcinara.

## Lịch sử
Thế kỷ 13 TCN, nhiều khu định cư ven biển Sicilia bị bỏ hoang, có thể là do sự xuât hiện của người Sicel trên đảo và sự khởi đầu của các điều kiện bất ổn. Các địa điểm định cư lớn mới hơn như Pantalica nằm trên các vùng nội địa đồi núi gần biển, có lẽ được chọn bởi lý do phòng thủ. Pantalica phát triển mạnh mẽ trong khoảng 600 năm, từ năm 1250 đến 650 TCN. Tên hiện tại có thể là có từ thời Trung Cổ hoặc Ả Rập. Tên cổ của địa danh này không được chắc chắn nhưng có thê liên quan đến Hybla, sau khi một vị vua Sicel tên Hyblon, người được sử gia Thucydides nhắc đến có liên quan đến nền móng hình thành lên Megara Hyblaea như là thuộc địa Hy Lạp đầu tiên vào năm 728 TCN. Trong thời kỳ thuộc địa Hy Lạp, Pantalica là một trong những địa điểm chính tại đông Sicilia, thống trị các vùng đất xung quanh, bao gồm cả các khu định cư nhỏ khác. Tuy nhiên, vào khoảng năm 650 TCN, nó dường như trở thành nạn nhân của sự bành trướng của Siracusa, với việc thiết lập một tiền đồn tại Akrai tại thời điểm này. Tuy nhiên, Pantalica vẫn tiếp tục bị chiếm đóng thời Hy Lạp cổ đại (thế kỷ 4-3 TCN) cũng như trong thời kỳ La Mã cổ đại. Sau thế kỷ thứ 12, nó có lẽ đã bị bỏ hoang và bị lu mờ bởi Sortino.
Những gì còn sót lại ngày nay chủ yếu bao gồm những buồng chôn cất thời tiền sử được cắt vào trong đá vôi, hoặc đôi khi là thêm một mái hiên hay một lối đi nhỏ dẫn vào buồng chôn cất được che chắn bằng tảng đá hoặc tấm đá. Một số buồng đá lớn không rõ mục đích, có thể có từ thời Đông La Mã hoặc sớm hơn.